# Chapelle de la Trinité de Cléguérec
Pour les articles homonymes, voir Chapelle de la Trinité.
La Chapelle de la Trinité  est située  au lieu-dit «La Trinité», à Cléguérec dans le Morbihan.

## Historique
La chapelle et la fontaine font l’objet d’une inscription au titre des monuments historiques depuis le 17 septembre 1973.
À l'intérieur, la tribune du jubé en bois peint présente dans sa partie inférieure des motifs floraux et dans sa partie supérieure les douze Apôtres et le Christ sur la croix. 
Le retable de la Trinité du XVIe siècle et la statue de saint Barthélémy sont remarquables.

## Architecture
Chapelle en forme de croix latine.
Le croisillon sud possède un banc de pierre intérieur.
La porte principale est en plein cintre. 
Elle est surmontée d'un fronton classique et d'un clocheton à courte flèche. 